# Lago Chacabuco
El lago Chacabuco es una masa superficial de agua ubicada en la cuenca del río Baker, en la Región de Aysén, Chile. 

## Ubicación y descripción
El inventario público de lagos de la Dirección General de Aguas le asigna un área de 11 km² y su código en el Banco Nacional de Aguas es el 11538093-1.

## Hidrografía
Pertenece a una cadena de lagos conformada por la laguna Larga, el Chacabuco y el lago Juncal que sucesivamente tributan al siguiente para finalmente descargar sus aguas en el río del Salto. El emisario del lago es el río Desaguadero.

## Historia
Luis Risopatrón lo describe en su Diccionario Jeográfico de Chile de 1924:
Chacabuco (Laguna) 47° 26’ 72° 47'. Es de mediana estensión, recibe las aguas de la laguna Larga i se encuentra a 261 m de altitud, en un valle de 3,5 kilómetros de ancho, de formación de esquitas; sus aguas son conducidas hacia el NE, por él rio Desaguadero, a la laguna Juncal, de la hoya de El Salto, del Baker. 111, II, p. 386 i mapa de Steffen (1909); 134; i 156; i Azul en 154.